# Morimus assamensis
Morimus assamensis es una especie de escarabajo longicornio perteneciente al género Morimus, categorizada en la tribu Lamiini, de la subfamilia Lamiinae. Fue descrita por Breuning en 1936.
Parte de la dieta de esta especie se compone de plantas de la familia Juglandaceae.

## Descripción
Mide 17 mm de longitud.

## Distribución
Se distribuye por Asia: en China, en el Tíbet.